# Koninklijk Hof van Tlébélé

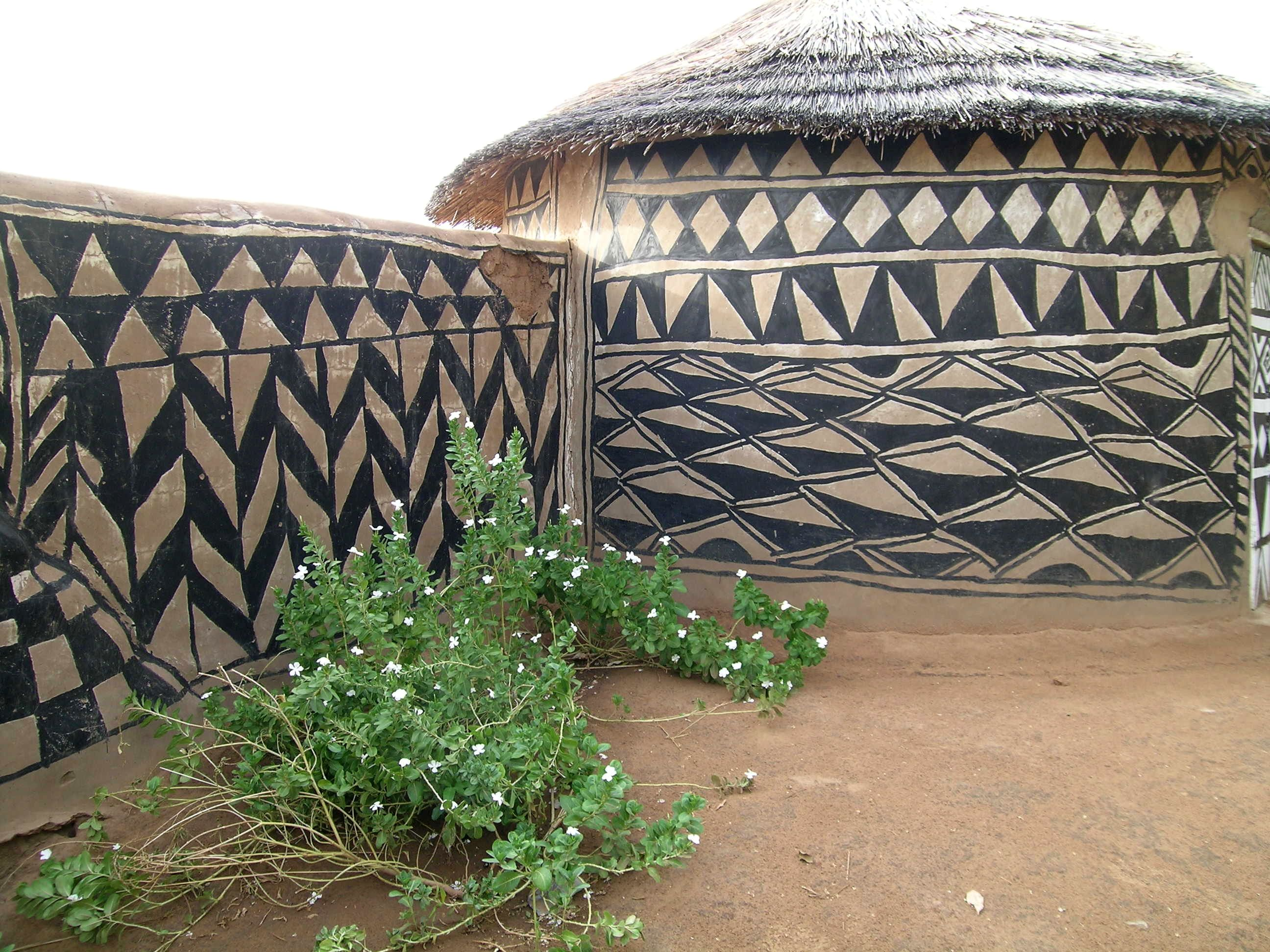

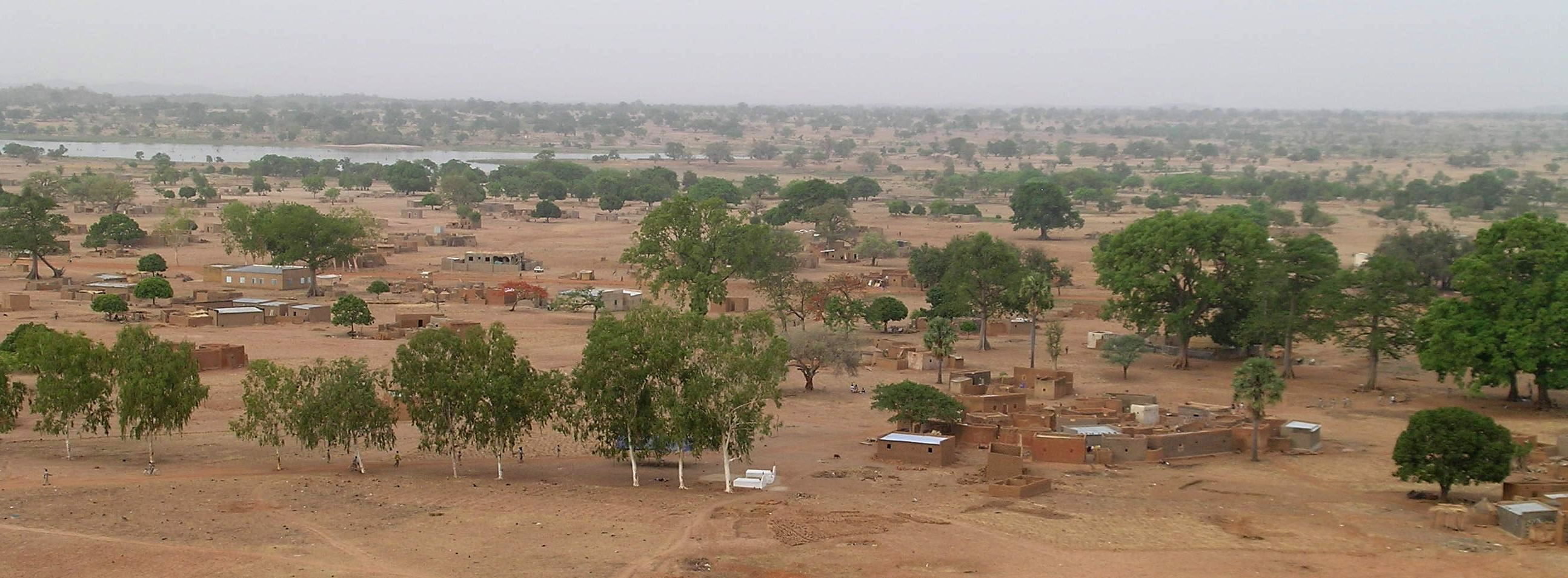
Tiébélé

Het Koninklijk Hof van Tiébélé is een 16e-eeuws aarden architectonisch complex in het departement Tiébéle, ten oosten van de stad Pô, in de provincie Nahouri, regio Centre-Sud in het zuiden van Burkina Faso.
Het hof diende als officiële residentie van de Pè, het hoofd van het departement, en ligt ten oosten van de woonkern van Tiébélé. Het complex bestaat uit verschillende karakteristieke elementen: de pourou, de heilige heuvel waar de placenta's van de familieleden begraven liggen, de nabarê, het voorouderlijke altaar, de rode vijgenboom, de heilige stenen, de hofkist, de voorouderlijke begraafplaats en de concessies. De concessies zijn verdeeld in vijf gebieden die overeenkomen met de volgende categorieën: prinsen, trommelaars, oudsten, kleine broers en woordvoerders. Elke concessie is georganiseerd rond een moederhuis, dat van bovenaf gezien de vorm van een acht heeft. De hele binnenplaats is omgeven door hoge ommuurde muren, die met elkaar verbonden zijn door de muren van de woningen.
De koninklijke binnenplaats weerspiegelt het vakmanschap van het Kassena-volk, dat Burkina Faso voor het eerst koloniseerde in de 15e eeuw. De huizen in Tiébélé zijn volledig gebouwd van lokale materialen zoals modder, hout, stro en koeienmest en creëren een gunstig binnenklimaat voor de bewoners, maar dienen ook als bescherming tegen vijanden. Deze huizen staan traditioneel bekend als sukhala en worden gebouwd door de mannen tijdens het droge seizoen (november tot maart) en versierd door de vrouwen vlak voor het regenseizoen, volgens de gebruikelijke taakverdeling van de Kassena. Het belangrijkste doel van de versieringen is om de lemen muren te beschermen tegen wegspoelen, maar ze hebben zich ook ontwikkeld tot een kunstvorm die motieven en symbolen gebruikt om de gewoonten, religie en overtuigingen van de samenleving over te brengen.
Er zijn drie soorten gebouwen in het dorp: kinderen wonen met hun grootouders in achthoekige hutten, koppels in rechthoekige hutten en alleenstaanden in ronde huizen.

## Werelderfgoed
Het Koninklijk Hof van Tiébélé werd door Burkino Faso in 2012 kandidaat gesteld voor de UNESCO werelderfgoedlijst. In 2024, tijdens de 46e sessie van de Commissie voor het Werelderfgoed werd het Koninklijk Hof geclassificeerd als cultureel werelderfgoed, omdat het getuigt van de sociale organisatie en culturele waarden van het Kassena-volk. Het Koninklijk Hof wordt omsloten door een beschermende muur en bestaat uit een reeks gebouwen die zijn gerangschikt in verschillende concessies, gescheiden door muren en doorgangen die leiden naar ceremoniële en ontmoetingsplaatsen buiten de compound. Gebouwd door de mannen van het koninklijk hof, worden de hutten vervolgens versierd met decoraties van symbolische betekenis door de vrouwen, die de enige bewakers van deze kennis zijn en ervoor zorgen dat deze traditie levend wordt gehouden.